# Three for a Quarter, One for a Dime
Three for a Quarter, One for a Dime è un album live del sassofonista jazz Archie Shepp pubblicato nel 1969 dall'etichetta Impulse! Records. Il disco contiene un estratto di un'esibizione in stile decisamente free jazz registrata dal vivo il 19 febbraio 1966 al Both/And Club di San Francisco. Successivamente, data la sua brevità, l'album è stato ristampato in edizione CD come traccia bonus dell'album Archie Shepp Live in San Francisco che contiene il concerto completo.

## Tracce
Lato 1
1. Three for a Quarter - 17:27

Lato 2
1. One for a Dime - 15:26

## Musicisti
- Archie Shepp: sassofono tenore, pianoforte
- Roswell Rudd: trombone
- Beaver Harris: batteria
- Donald Garrett: contrabbasso
- Lewis Worrell: contrabbasso